# Vandergrift
Vandergrift és una població dels Estats Units a l'estat de Pennsilvània. Segons el cens del 2000 tenia 5.455 habitants.

## Demografia
Segons el cens del 2000, Vandergrift tenia 5.455 habitants, 2.414 habitatges, i 1.489 famílies. La densitat de població era de 1.698,5 habitants/km².
Dels 2.414 habitatges en un 25,3% hi vivien nens de menys de 18 anys, en un 43,7% hi vivien parelles casades, en un 14,1% dones solteres, i en un 38,3% no eren unitats familiars. En el 33,5% dels habitatges hi vivien persones soles el 19,5% de les quals corresponia a persones de 65 anys o més que vivien soles. El nombre mitjà de persones vivint en cada habitatge era de 2,26 i el nombre mitjà de persones que vivien en cada família era de 2,87.
Per edats la població es repartia de la següent manera: un 21,9% tenia menys de 18 anys, un 6,7% entre 18 i 24, un 28% entre 25 i 44, un 20,4% de 45 a 60 i un 23% 65 anys o més.
L'edat mediana era de 40 anys. Per cada 100 dones de 18 o més anys hi havia 81,7 homes.
La renda mediana per habitatge era de 26.935$ i la renda mediana per família de 35.984$. Els homes tenien una renda mediana de 29.781$ mentre que les dones 20.829$. La renda per capita de la població era de 16.285$. Entorn del 12% de les famílies i el 15,9% de la població estaven per davall del llindar de pobresa.

## Poblacions més properes
El següent diagrama mostra les poblacions més properes.